# 1995年3月逝世人物列表
1995年逝世人物列表：1月 - 2月 - 3月 - 4月 - 5月 - 6月 - 7月 - 8月 - 9月 - 10月 - 11月 - 12月
1995年3月逝世人物列表，是用於匯總1995年3月期間逝世人物的列表。

## 依日期排序

### 1日
- 埃德蒙·費舍爾，56歲，英國出版商[1]
- 沃爾特·安德森，84歲，英國工會會員。[2]
- 弗雷德·J·博爾奇，84歲，美國商人，曾任通用電氣董事長兼首席執行官。[3]
- 歐亨·科雷科，63歲，瑞士天主教主教[4]
- 西蒙·C·迪克，54歲，荷蘭語言學家。[5]
- 傑基·福爾摩斯，74歲，美國賽車手。
- 乔治斯·克勒，48歲，德國生物學家[6]
- 弗拉迪斯拉夫·利斯季耶夫，38歲，俄羅斯記者[7]
- 斐迪南德·倫德伯格，89歲，美國記者。[8]
- 赫伯·梅多，83歲，美國電視製片人和作家[9]
- 埃米爾·佩特魯，55歲，羅馬尼亞足球運動員。
- 休·奧金克洛斯·史緹爾，32歲，美國畫家[10]
- 塞薩爾·羅德裡格斯·阿爾瓦雷斯，74歲，西班牙足球前鋒和經理。[11]

### 2日
- 蘇珊娜·巴斯蒂德，88歲，法國法學教授。[12]
- 亨利·費爾森，78歲，美國作家。[13]
- 薇薇安·麥克雷爾，50歲，英國演員，食道癌。
- 雷·摩爾，68歲，美國職業棒球大聯盟球員。[14]

### 3日
- 拉斐爾·阿吉拉爾，65歲，厄瓜多芭蕾舞演員和編舞家。[15]
- 樊尚·L·布羅德里克，74歲，美國地區法官[16]
- 阿克里斯蒂，76歲，美國演員、廣告主管、廣播電視播音員。[17]
- 尼克希爾·戈許，76歲，印度音樂家、教師和作家。[18]
- 漢弗萊·格林伍德，67歲，英國魚類學家。
- 谢赫·安瓦尔·哈克，77歲，巴基斯坦法學家和學者。
- 霍華德·W·亨特，87歲，耶穌基督後期聖徒教會美國主席[19]
- 萊曼·柯克派翠克，77歲，中央情報局監察長兼執行主任。[20]
- 道格拉斯·斯圖爾特，75歲，美國電影剪輯師
- 皮埃爾蒂塞爾，85歲，法裔加拿大律師、記者、作家和魁北克文學編輯。[21]
- 譚光中，73歲，越南人民軍將軍。

### 4日
- 艾登·艾赫貝茲，86歲，美國詞曲作者和唱片藝術家[22]
- 伊夫泰哈，75歲，印度演員。
- 維拉·米塞維奇，49歲，蘇聯/俄羅斯馬術運動員和奧運冠軍。
- 佩吉·所羅門，86歲，美國橋牌運動員。
- 馬特·厄本，75歲，美國陸軍中校[23]
- 格洛麗亞·伍德，71歲，美國歌手和配音演員。[24]

### 5日
- 賈拉爾·亞哈，49歲，寶萊塢電影的印度演員和導演[25]
- 弗里達·貝琳范特，90歲，二戰期間荷蘭自由鬥士，大提琴家和管弦樂隊指揮[26]
- 本森男爵亨利，85歲，英國會計師。[27]
- 胡安·格雷羅·布爾西亞加，65歲，美國地區法官。[28]
- 格雷格·漢斯福德，42歲，澳大利亞摩托車和房車賽車手[29]
- 羅伊·休斯，84歲，美國棒球運動員。[30]
- 瑪格麗特·凱爾西，86歲，英國藝術家模特。[31]
- 羅傑·麥克布萊德，65歲，美國律師、政治人物、作家和電視製片人。[32]
- 南希·奧尼爾，83歲，澳大利亞出生的英國女演員。
- 維維安·史坦索爾，51歲，英國喜劇演員，作家，藝術家，廣播員和音樂家[33]

### 6日
- 佛朗哥·貝爾蒂內蒂，71歲，義大利擊劍運動員和奧運會金牌得主。[34]
- 加布里埃爾·布拉喬，79歲，委內瑞拉藝術家。
- 芭芭拉·拉斯，54歲，波蘭女演員[35]
- 莫蒂里·薩蒂亞納拉亞納，93歲，印度獨立活動家。
- 德爾羅伊·威爾遜，46歲，牙買加斯卡，搖滾樂和雷鬼歌手[36]

### 7日
- 小約翰·J·艾倫，95歲，美國政治家。[37]
- 唐·庫克，74歲，美國記者。[38]
- 伊萬·克雷格，83歲，蘇格蘭演員。
- 哈羅德·W·漢諾德，83歲，美國共和黨政治家。
- 蘿莎·赫曼，93歲，波蘭棋手。
- 納吉布·基拉尼，63歲，埃及詩人和小說家。
- 約翰·蘭伯特，68歲，英國作曲家和音樂教育家。[39]
- B.N.B.饒，85歲，印度外科醫生、醫學學者、研究員和作家。
- 諾曼·羅斯汀，82歲，美國詩人、劇作家和小說家。[40]
- 保羅-埃米爾·維克多，87歲，法國民族學家和探險家[41]
- 卡齊米日·維烏科米爾斯卡，94歲，波蘭大提琴家、作曲家和指揮家。[42]

### 8日
- 娜奧米·範布倫-多森，94歲，俄羅斯-以色列植物學家。
- 五味川纯平，78歲，日本小說家。[43]
- 保羅·霍根，91歲，美國小說家和歷史學家。[44]
- 艾克·洛薩達，54歲，菲律賓喜劇演員，演員和電視節目主持人，心臟病發作。
- 約翰·奧蒙德，89歲，紐西蘭商人和農民。
- 索拉納德·昆詹·皮萊，83歲，印度人，研究員，詞典編纂者，詩人，散文家，文學評論家，演說家，語法學家，教育家和馬拉雅拉姆語學者。
- 英戈·史維坦柏格，29歲，德國鼓手[45]

### 9日
- 伊恩·巴蘭汀，79歲，美國出版商[46]
- 愛德華·伯奈斯，103歲，奧地利出生的美國宣傳員。[47]
- 比爾·卡西迪，54歲，蘇格蘭足球運動員和經理。[48]
- 伊斯雷爾·加里利，71歲，以色列槍支設計師。[49]
- 帕科·賈曼德魯，75歲，阿根廷時裝設計師和演員，心臟病發作。
- 里卡多·馬涅，47歲，烏拉圭數學家。
- 羅伯特·西茲，79歲，美國海軍潛水大師。

### 10日
- 里格莫·安德森，91歲，丹麥設計師、教育家和作家。[50]
- 弗雷德·大衛斯，77歲，美國橄欖球運動員。[51]
- 多麗絲·杜蘭蒂，77歲，義大利電影女演員。[52]
- 威廉·赫克曼，97歲，德國音樂會和輕鬆聆聽的音樂家。
- 大衛·D·凱克，91歲，美國植物學家。[53]
- 亞歷山大·凱悅·金，83歲，英國音樂學家、書目學家，大英圖書館和大英博物館音樂館員。[54]
- 歐維狄·蒙特洛，53歲，西班牙歌手和演員[55]
- 馬蒂亞胡·佩萊德，71歲，以色列公眾人物。[56]
- 愛琳·泰德羅，87歲，美國女演員，中風。
- 米哈爾·圖奇尼，48歲，捷克歌手和詞曲作者
- 杜奇·祖卡南，55歲，印尼演員。

### 11日
- 安東尼奧·萊昂·阿馬多爾，85歲，西班牙足球運動員。
- 雷恩·阿恩，54歲，愛沙尼亞多才多藝運動員和奧運獎牌得主。[57]
- 让·巴亚尔，97歲，法國橄欖球聯盟球員，曾參加1924年夏季奧運會。[58]
- 阿爾夫·古萊特，103歲，澳大利亞自行車運動員。
- 卡洛斯·阿爾班·奧爾金，64歲，哥倫比亞律師和政治家。[59]
- 威爾弗雷德·雅各斯，75歲，安提瓜和巴布達第一任總督。
- 歐內斯特·卡布舍梅耶，蒲隆地政治家兼礦業和能源部長[60]
- 唐·蓮恩，59歲，澳大利亞政治家和部長。
- 吉恩-皮埃爾·梅森，76歲，加拿大電影和電視演員。
- 赫伯·麥克拉肯，95歲，美式橄欖球運動員和教練。
- 洛特·勞施，81歲，德國舞臺和電影女演員。
- 瑪麗亞·羅莎·薩爾加多，65歲，西班牙女演員。[61]
- 詹姆斯·斯科特-霍普金斯，73歲，英國保守黨政治家。
- 麥芬威·塔洛格，50歲，威爾士女演員，乳腺癌。
- 瓦伊諾維爾福，99歲，芬蘭將軍和海軍司令。
- 卡爾·奧斯特萊赫，72歲，奧地利指揮家和音樂教師。

### 12日
- 米亞·阿萊克西奇，71歲，塞爾維亞演員。[62]
- 杜米特魯·阿爾馬什，86歲，羅馬尼亞記者、小說家、歷史學家、作家和教授。[63]
- 馬迪斯阿魯哈，59歲，愛沙尼亞環保主義者、地理學家和滑雪定向者。[64]
- 朱安寧·克萊，45歲，美國女演員和導演。[65]
- 傑克·莫瓦特，86歲，蘇格蘭足球裁判。[66]
- 里克·穆瑟，59歲，美國賽車手。

### 13日
- 梅齊斯瓦夫·巴爾塞爾，88歲，波蘭足球運動員。
- 萊昂·戴，78歲，美國棒球運動員[67]
- 喬納斯·C·格林菲爾德，68歲，美國閃族語言學者。[68]
- 奧黛特·萬聖，82歲，法國情報官員。[69]
- 威廉·赫爾斯，74歲，美國中長跑運動員。
- 阿卜杜勒·阿裡·馬扎里，48-49歲，阿富汗軍閥和政治家，被塔利班處決。[70]

### 14日
- 鄧尼斯·貝爾，46歲，美國記者普利策獎得主.[71]
- 弗蘭克·布萊爾，79歲，NBC新聞的廣播記者，晨間新聞和脫口秀節目今天的主播。[72]
- 亞歷山德羅·庫托洛，95歲，義大利學者、電視節目主持人、演員和歷史學家。[73]
- 威廉·阿爾弗雷德·福勒，83歲，美國物理學家。[74]
- 約翰·彼得斯·漢弗萊，89歲，加拿大法律學者、法學家和人權宣導者。[75]
- 埃德·羅伯茨，56歲，美國活動家。[76]
- 傑拉德·維克托里，73歲，愛爾蘭作曲家。[77]
- W·亞瑟·溫斯特德，91歲，美國政治家。

### 15日
- 布平德·辛格·布拉爾，68歲，印度政治家。
- 米洛·卡爾霍恩，54歲，牙買加拳擊手，曾贏得英聯邦中量級冠軍。
- 弗洛倫斯·查德威克，76歲，美國長距離游泳運動員，第一位雙向游泳的女性。[78]
- 沃爾夫岡·哈裡奇，71歲，東德哲學家和記者。[79]
- 弗雷德·穆利，76歲，英國政治家、大律師和經濟學家。

### 16日
- 約翰·卡佛西，87歲，美式橄欖球運動員。[80]
- 阿爾伯特·哈克特，95歲，美國劇作家和編劇。[81]
- 保羅·基普科赫，32歲，肯亞男子田徑運動員。
- 第15代洛瓦特勳爵西蒙·弗雷澤，83歲，二戰期間的英國突擊隊員和貴族。[82]
- 阿特·莫尔纳，82歲，美國籃球運動員。[83]
- 海因里希·祖特邁斯特，84歲，瑞士作曲家。[84]

### 17日
- 阿米拉斯蘭·阿利耶夫，34歲，亞塞拜然軍官和亞塞拜然民族英雄[85]
- 里克·阿維萊斯，42歲，美國演員[86]
- 保羅·巴克曼，74歲，芬蘭自行車運動員。[87]
- 唐納德·巴弗斯托克，71歲，英國電視製片人兼高管。[88]
- 弗拉基米爾·邦奇科夫，92歲，俄羅斯男中音。[89]
- 海倫·克裡斯蒂，80歲，英國女演員。
- 西摩·克拉克，92歲，英國板球運動員。[90]
- 泰瑞莎·克萊，84歲，英國昆蟲學家。[91]
- 佛羅·康生拉西恩，42歲，菲律賓家庭傭工，因謀殺在新加坡被處決[92]
- 何塞·瑪麗亞·福爾克，72歲，西班牙編劇和電影導演[93]
- 佩德羅·岡薩雷斯，99歲，墨西哥活動家、音樂家和廣播名人。[94]
- 亞瑟·海蘭德，83歲，美國游泳運動員。[95]
- 羅夫山·加瓦多夫，43歲，亞塞拜然武裝部隊軍官和政治家。
- 穆里爾·考夫曼，78歲，美國公民領袖和慈善家。
- 艾哈邁德·霍梅尼，49歲，鲁霍拉·穆萨维·霍梅尼的小兒子，哈桑·霍梅尼的父親。[96]
- 羅納德·「羅尼」·克雷，61歲，英國罪犯，雷金納德·「雷吉」·克雷的孿生兄弟[97]
- 羅伯特·門羅，79歲，美國廣播主管。[98]
- 桑尼蘭·史林，88歲，美國藍調鋼琴家[99]

### 18日
- 薩德里·阿利希克，69歲，土耳其演員。[100]
- 默夫·哈維，76歲，澳大利亞板球運動員。
- 詹姆斯·H·霍華德，81歲，美國空軍上將，榮譽勳章獲得者。[101]
- 沃恩·霍夫曼，80歲，美國橄欖球運動員。[102]
- 休·凱爾西，69歲，蘇格蘭橋牌運動員和作家。[103]
- 彭吉蘭·艾哈邁德·拉斐，87歲，馬來西亞政治家。
- 弗雷德·拉姆齊，80歲，美國爵士樂作家和唱片製作人。[104]
- 格里·肖，52歲，加拿大足球運動員。
- 埃裡克·溫克勒，75歲，加拿大政治家。

### 19日
- 斯坦·阿克曼斯，58歲，荷蘭數學家。[105]
- 尼克·阿蒂拉，19歲，印尼歌手、演員和模特[106]
- 特雷弗·布洛克戴克，59歲，南非摩托車賽車手和一級方程式賽車手。
- 沃爾特·F·布恩，97歲，美國海軍上將。[107]
- 馬克斯·布萊斯維特，83歲，加拿大小說家。[108]
- 托尼查切爾，89歲，美國商人和廚師。[109]
- 沃爾夫岡·普拉斯，64歲，德國音樂學家。[110]
- 於爾根·舒茨，55歲，德國足球運動員。
- 傑拉德·特布羅克，45歲，荷蘭田徑運動員[111]
- 山田康雄，62歲，日本聲優

### 20日
- 邁克爾·阿拉圖庫蘭，84歲，羅馬天主教阿勒皮教區的第一任主教。
- 拉塞爾·布拉登，74歲，澳大利亞小說、傳記和電視劇作家。[112]
- 湯瑪斯·J·格拉索，32歲，美國雙重殺人犯[113]
- 詹姆斯·基爾費德，66歲，北愛爾蘭工會主義政治家。[114]
- 西德尼·金斯利，88歲，美國劇作家。[115]
- 维尔纳·利布里希，68歲，德國足球運動員[116]
- 路易士·薩斯拉夫斯基，91歲，阿根廷電影導演、編劇和電影製片人。[117]
- 大約翰·斯塔德，47歲，美國職業摔跤手[118]
- 維克多·烏加特，68歲，玻利維亞足球運動員。

### 21日
- 保羅·卡拉威，85歲，美國管風琴家和指揮家。[119]
- 阿米爾·H·賈馬爾，73歲，坦尚尼亞政治家和外交官。
- 康尼·克萊斯基，48歲，美國模特和女演員，肺癌。
- 艾蒂安·馬丁，82歲，法國雕塑家。[120]
- 托尼莫諾波利，50歲，澳大利亞歌舞表演歌手和演員。
- 羅伯特·厄克特，72歲，蘇格蘭角色演員。[121]
- 詹姆斯·巴德·沃爾頓，73歲，美國商人，沃爾瑪聯合創始人。

### 22日
- 黃汲清(T.K. Huang)，92歲，中華民國中央研究院第1屆(數理科學組)院士。[122]
- 羅伯特·比徹姆，71-72歲，美國具象畫家和藝術教育家[123]
- 傑克·伊斯特伍德，87歲，加拿大花樣滑冰運動員。[124]
- 詹姆斯·G·霍斯福，90歲，美國生物學家、植物病理學家和農學家。[125]
- 彼得·伍茲，64歲，英國記者[126]

### 23日
- 卡迪拉丁·艾哈邁德，85-86歲，巴基斯坦法學家，信德省前省長。[127]
- 艾倫·巴頓，41歲，英國歌手，黑蕾絲二人組成員[128]
- 夏克提·查托帕迪耶，61歲，印度詩人和作家。[129]
- 大卫·库珀，39歲，蘇格蘭足球運動員[130]
- 阿方斯·德洛爾，84歲，比利時自行車賽車手。[131]
- 弗拉基米爾·伊瓦紹夫，55歲，蘇聯/俄羅斯演員，心臟病發作。
- 傑里·萊斯特，85歲，美國喜劇演員、歌手和表演者[132]
- 哈爾·穆尼，84歲，美國作曲家和編曲家。[133]
- 歐文·舒爾曼，81歲，美國作家和編劇[134]
- 楼之岑，75歲，中國生學和教育家。

### 24日
- 切特·穆特林，74歲，美國橄欖球運動員。[135]
- 李约瑟，94歲，英國生物化學家、歷史學家和漢學家[136]
- 卡洛·帕韦西，71歲，義大利擊劍運動員。[137]
- 亨利·紹諾伊克斯，49歲，比利時電影導演和編劇。

### 25日
- 詹姆斯·撒母耳·科爾曼，68歲，美國社會學家。[138]
- 詹姆斯·加德納，87歲，英國設計師。[139]
- 約翰·胡根霍茲，80歲，荷蘭賽道和汽車設計師。
- 斯圖爾特·米爾納-巴里，88歲，二戰期間的英國國際象棋選手、國際象棋作家和密碼破譯者。
- 休·韋德，93歲，美國政治家。

### 26日
- 約翰·布萊特，86歲，美國聖經學者。[140]
- 勞爾·卡斯卡雷特，32歲，古巴摔跤手，曾參加1980年夏季奧運會。[141]
- 貝爾金·多魯克，58歲，土耳其電影女演員。[142]
- Eazy-E，30歲，美國說唱歌手和唱片製作人[143]
- 弗蘭斯·馬恩，61歲，荷蘭自行車運動員。[144]
- 弗拉基米爾·馬克西莫夫，64歲，俄羅斯作家。[145][146]
- 亞歷杭德羅·莫雷拉·索托，85歲，哥斯大黎加足球運動員。
- 高師康，87歲，日本足球運動員。

### 27日
- 雷納・艾利歐，70歲，法國電影和戲劇導演。[147]
- 約翰·F·布萊克，72歲，美國情報官員，現任中央情報局副局長。[148]
- 保羅·布里尼加，77歲，美國演員[149]
- 阿爾伯特·德拉赫，92歲，奧地利猶太裔作家，1988年獲得格奧爾格·比希納獎。[150]
- 瑪姬塔·菲古利，85歲，斯洛伐克散文作家、翻譯家和兒童作家。
- 毛里齊奧·古馳，46歲，義大利商人，曾任古馳時裝屋負責人。
- 托尼·洛文克，92歲，荷蘭外交官。
- 小切特·尼可斯，64歲，美國棒球運動員。
- 涅基·伊姆赖，66歲，匈牙利游泳運動員和奧運獎牌得主。[151]

### 28日
- 朱利安·卡约-埃文斯，57歲，威爾士政治活動家。[152]
- 摩根斯·埃爾加德，60歲，丹麥手風琴家[153]
- 漢斯·約阿希姆·弗里德里希斯，68歲，德國記者[154]
- 威廉·海特，88歲，英國外交官，駐蘇聯大使，牛津大學新學院院長。[155]
- 傑克·詹寧斯，71歲，澳大利亞政治家。
- 哈里戴夫喬希，73歲，印度自由鬥士和政治家。
- 安娜·馬里斯卡爾，71歲，西班牙電影女演員、導演、編劇和電影製片人。
- 休·奧康納，32歲，美國演員[156]
- 阿爾伯特·普拉茨，80歲，加拿大小提琴家、指揮家和作曲家。
- 史蒂夫·斯通布里亞克，56歲，美國橄欖球運動員[157]
- 哈羅德·M·溫特勞布，49歲，美國科學家[158]

### 29日
- 羅伯特·布魯施，87歲，德裔美國數論家。[159]
- 哈林德拉·戴夫，64歲，印度詩人、記者、劇作家和小說家。
- 艾倫·費爾德海，76歲，挪威雙人滑運動員。[160]
- 理查·F·加拉格爾，85歲，美國棒球、籃球和美式橄欖球教練兼管理員。
- 安東尼·漢密爾頓，42歲，英裔澳大利亞演員、模特和舞蹈家[161]
- 米爾頓·霍恩，88歲，俄裔美國雕塑家和藝術家。[162]
- 卡爾·傑斐遜，75歲，美國爵士唱片製作人。[163]
- 吉米·麥沙尼，37歲，愛爾蘭歌手，樂隊Baltimora的主唱。[164]
- 莫特·梅斯金，78歲，美國漫畫家。[165]
- 特里·摩爾，82歲，美國棒球運動員、經理和教練。[166]
- 唐納德·莫羅，86歲，加拿大政治家。
- 凱薩琳·斯奎爾，92歲，美國女演員。[167]
- 約翰·特里，81歲，英國電影金融家和律師。[168]
- 吉村秀雄，72歲，日本摩托車改裝師和賽車隊老闆，癌症。

### 30日
- 阿卡迪烏什·巴丘爾，33歲，波蘭馬術運動員。[169]
- 羅澤爾·克拉克斯頓，82歲，美國爵士鋼琴家。[170]
- 馬庫斯·埃文-安德魯斯，83歲，英國陸軍愛爾蘭軍官，維多利亞十字勳章獲得者。
- 查理斯·歐文，70歲，英國政治家。
- 托尼·洛克，65歲，英國板球運動員。[171]
- 威廉·彼得斯，91歲，荷蘭運動員。[172]
- 保羅·A·羅契德，59歲，美國唱片製作人[173]
- 約翰·萊頓·辛格，98歲，愛爾蘭數學家和物理學家。[174]

### 31日
- 羅伯特·安尼斯，66歲，美國足球運動員。[175]
- 小古斯塔夫·阿道夫·博尔滕斯特恩，90歲，瑞典馬術運動員
- 馬克斯·布呂爾，67歲，丹麥建築師和爵士音樂家。[176]
- 羅伯托·尤爾羅茲，69歲，阿根廷詩人。
- 久保亮五，75歲，日本數學物理學家。
- 魯迪·魯瑟福，70歲，美國爵士薩克斯管演奏家和單簧管演奏家。[177]
- 賽琳娜，23歲，美國歌手[178]
- 瑪德琳·索洛涅，82歲，法國女演員。[179]
- 卡爾·史都瑞，78歲，美國藍草音樂家。[180]
- 金溶植，81歲，韓國律師和外交官。